# Фещенко Олександр Михайлович
Олександр Михайлович Фещенко (нар. 2 січня 1985) — український футболіст, захисник.

## Життєпис
Вихованець клубу РВУФК (Київ), кольори якого захищав у ДЮФЛУ. Дорослу футбольну кар'єру розпочав у 2004 році в складі дубля могилівського «Дніпра—Трансмашу» (Могильов) (21 матч). У наступному році зіграв по одному матчі в чемпіонаті та кубку Білорусі, а також провів 18 матчів (2 голи) в першості дублерів. У 2006 році повернувся в Україну, а 14 квітня дебютував у футболці «Нафкому». У серпні 2008 року перейшов до кременчуцького «Кременя», в якому виступав до літа 2009 року. Влітку 2009 року виїхав до Молдови, де став гравцем першолігового клубу «Іскра-Сталь» (Рибниця). Під час зимової перерви сезону 2010/11 років перейшов до ФК «Тирасполь».

## Досягнення
- Національний дивізіон Молдови
  -  Срібний призер (1): 2010
  -  Бронзовий призер (1): 2013

- Кубок Молдови
  -  Володар (1): 2013

- Суперкубок Молдови
  -  Фіналіст (1): 2013

## Статистика виступів

### Клубна
Станом на 28 вересня 2009
| Клуб          | Сезон   | Ліга  | Ліга | Кубок | Кубок | Європа | Європа | Загалом | Загалом |
| Клуб          | Сезон   | Матчі | Голи | Матчі | Голи  | Матчі  | Голи   | Матчі   | Голи    |
| ------------- | ------- | ----- | ---- | ----- | ----- | ------ | ------ | ------- | ------- |
| «Нафком»      | 2005-06 | 10    | 0    | 0     | 0     | 0      | 0      | 10      | 0       |
| «Нафком»      | 2006-07 | 22    | 1    | 1     | 0     | 0      | 0      | 23      | 1       |
| «Нафком»      | 2007-08 | 23    | 0    | 2     | 0     | 0      | 0      | 25      | 0       |
| «Нафком»      | 2008-09 | 3     | 0    | 1     | 0     | 0      | 0      | 4       | 0       |
| «Нафком»      | Загалом | 58    | 1    | 4     | 0     | 0      | 0      | 62      | 1       |
| «Кремінь»     | 2008-09 | 29    | 0    | 0     | 0     | 0      | 0      | 29      | 0       |
| «Кремінь»     | Загалом | 0     | 0    | 0     | 0     | 29     | 0      |         |         |
| «Іскра-Сталь» | 2009-10 | 5     | 0    | 0     | 0     | 2      | 0      | 7       | 0       |
| «Іскра-Сталь» | Загалом | 5     | 0    | 0     | 0     | 2      | 0      | 7       | 0       |
| Кар'єра       | Загалом | 92    | 1    | 4     | 0     | 2      | 0      | 98      | 1       |